# Steve Coleman

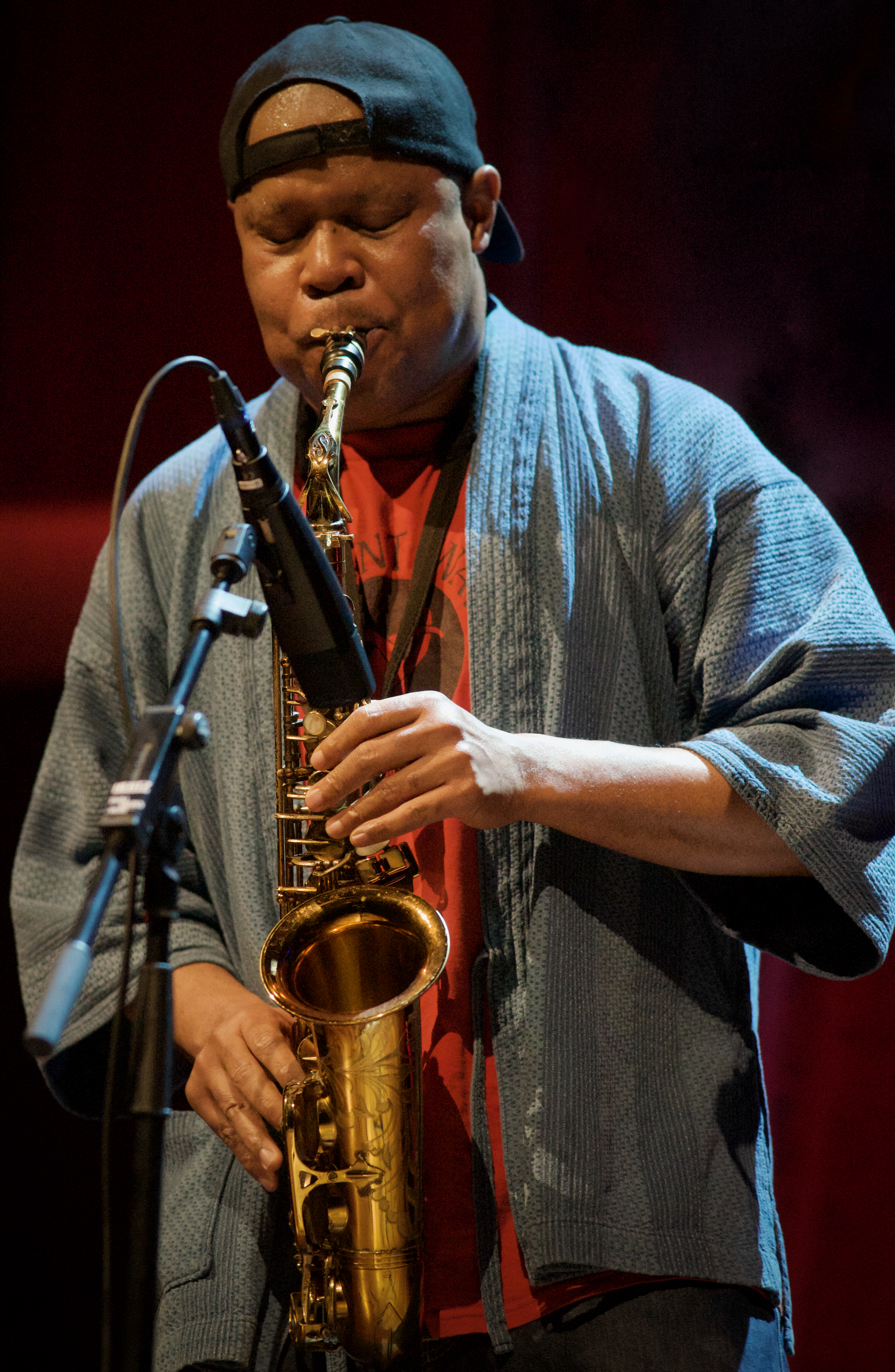
Steve Coleman in Utrecht 2017

Stephen „Steve“ Coleman (* 20. September 1956 in Chicago, Illinois) ist ein US-amerikanischer Jazz-Musiker, Alt-Saxophonist, Bandleader und Komponist.

## Herkunft, Einflüsse, Aktivitäten
Steve Coleman wuchs in der South Side von Chicago in einem afro-amerikanischen Umfeld auf, in dem Musik eine wichtige, alltägliche Rolle spielte. Er sang zunächst ein wenig in der Kirche und in den damals aktuellen kleinen Gruppen, die die Jackson 5 nachahmten, und begann mit 14 Jahren, Altsaxophon zu spielen. Im Alter von 17, 18 Jahren wurde seine Beschäftigung mit Musik sehr ernsthaft. Seine Bemühungen, improvisieren zu lernen, führten ihn zu Charlie Parkers Musik, die sein Vater ständig hörte und die eine wesentliche Bedeutung für seine weitere Entwicklung erhielt. Des Weiteren wurde er in dieser Zeit von der Musik von Sonny Rollins, John Coltrane und anderen beeinflusst. Unter den Musikern, mit denen er persönlichen Kontakt hatte, haben ihn in der Anfangszeit vor allem beeinflusst: Von Freeman hinsichtlich der Improvisation, Sam Rivers hinsichtlich der Komposition und Doug Hammond hinsichtlich des konzeptuellen Verständnisses. Auch westafrikanische Musik bekam für ihn bereits früh eine wesentliche Bedeutung.
Ende der 1970er-Jahre zog Steve Coleman nach New York. Er wurde bald von etlichen bekannten Band-Leadern engagiert, etwa von Thad Jones und Mel Lewis, Sam Rivers, Cecil Taylor, David Murray, Doug Hammond sowie Dave Holland. Einen großen Teil seiner ersten Zeit in New York verbrachte er jedoch damit, in einer Straßenmusik-Band, die er mit dem Trompeter Graham Haynes zusammengestellt hatte, ein wenig Geld zu verdienen. Diese Gruppe wurde zur ersten „Steve Coleman and Five Elements“-Band, in der er damals seine Improvisations-Weise entwickelte und in der Grundlagen für das von Coleman propagierte M-Base-Konzept gelegt wurden. Der Name Five Elements bezieht sich auf einen Kung-Fu-Schlag.
Seit den 1980er-Jahren beschäftigt sich Steve Coleman intensiv mit dem Weltverständnis alter Kulturen, vor allem mit dem von Alt-Ägypten. Angeregt wurde er dazu nach eigener Aussage durch das Studium der Musik John Coltranes. Um die heute noch existierenden, mit den alten Kulturen eng verbundenen Musikformen näher kennenzulernen, unternahm er zahlreiche Reisen nach Ghana, Kuba, Senegal, Ägypten, Indien, Indonesien und Brasilien.
Im Jahr 1985 nahm Coleman seine erste CD als Bandleader bei dem deutschen Label JMT auf und hat seither mit einer mehrmals veränderten Kernbesetzung und vielen wechselnden weiteren Musikern eine Reihe von sehr unterschiedlichen Aufnahmen gemacht (in den 1990er-Jahren mit der großen Firma RCA/BMG, seit 2001 mit der kleinen, französischen Firma Label Bleu). Im Handel nicht mehr erhältliche CDs macht Coleman als kostenlose Downloads auf seiner Website zugänglich. Das Album Alternate Dimension Series I hat er nur auf nicht kommerziellem Weg über das Internet zur Verfügung gestellt. 1988 wirkte er mit Jack DeJohnette bei Dave Hollands Album Triplicate (1988) mit.
Als Bandleader bindet er die Kreativität der einzelnen Mitmusiker in seine Konzepte ein und entwickelt andererseits die Musik abgestimmt auf die persönliche Stilistik seiner Mitspieler. In den 1990er Jahren entwickelte er mit Hilfe von Programmierern im Pariser Forschungszentrum für Computer-Musik IRCAM ein improvisierendes Computer-Programm, das dann als „Bandmitglied“ bei einem Auftritt der Coleman-Gruppe am 11. Juni 1999 in Paris verwendet wurde. 1994 nahm er an den Aufnahmen von Do You Want More?!!!??! der Hip-Hop-Band The Roots teil.
Coleman ist immer wieder als Leiter von Workshops und als Lehrer tätig (unter anderem von 2000 bis 2002 als Gastprofessor an der University of California, Berkeley). 2014 erhielt er ein MacArthur Fellowship.

## Rezeption
Die Intensität und Komplexität der Musik von Steve Coleman, ihre Eigenständigkeit, die laufende Weiterentwicklung und Erweiterung bedingen ein breites Spektrum unterschiedlicher, auch widersprüchlicher Bewertungen durch Hörer, Musiker und Kritiker. Colemans improvisatorisches Spiel wirkt virtuos und cool, was durch eine klare und schlanke Tonbildung auf dem Saxophon und eine elegante, äußerst bewegliche Linienführung gefördert wird. Der Klarinettist Don Byron bezeichnete ihn als „Ausnahmepersönlichkeit der amerikanischen Musikgeschichte“.
Der Pianist Vijay Iyer sagte im Jahr 2010: „In meinen Augen ist Steve Coleman so bedeutend wie John Coltrane. Er hat einen gleich großen Beitrag zur Musik-Geschichte geleistet. Er verdient, in den Pantheon der wegweisenden Künstler aufgenommen zu werden.“

## Diskographische Hinweise
| Titel                                                                | Aufnahme             | VÖ-Jahr | Label                                   | Anmerkungen                                              |
| -------------------------------------------------------------------- | -------------------- | ------- | --------------------------------------- | -------------------------------------------------------- |
| Motherland Pulse                                                     | 03/1985              | 1985    | JMT                                     | bei Winter & Winter wiederveröffentlicht                 |
| On the Edge of Tomorrow                                              | 01–02/1986           | 1986    | JMT                                     | bei Winter & Winter wiederveröffentlicht                 |
| World Expansion                                                      | 11/1986              | 1987    | JMT                                     | bei Winter & Winter wiederveröffentlicht                 |
| Sine Die                                                             | 12/1987 – 01/1988    | 1988    | Pangaea                                 |                                                          |
| Rhythm People                                                        | 02/1990              | 1990    | RCA/Novus                               |                                                          |
| Black Science                                                        | 12/1990              | 1991    | RCA/Novus                               |                                                          |
| Phase Space (mit Dave Holland)                                       | 01/1991              | 1991    | DIW                                     |                                                          |
| Rhythm in Mind                                                       | 04/1991              | 1991    | RCA/Novus                               |                                                          |
| Drop Kick                                                            | 01/1992              | 1992    | RCA/Novus                               |                                                          |
| The Tao of Mad Phat (Fringe Zones)                                   | 05/1993              | 1993    | RCA/Novus                               | Live im Studio                                           |
| A Tale of 3 Cities (mit Metrics)                                     | k. A.                | 1994    | RCA/Novus                               |                                                          |
| Def Trance Beat (Modalities of Rhythm)                               | 06/1994              | 1995    | RCA/Novus                               |                                                          |
| Myths, Modes & Means: Live at Hot Brass                              | 03/1995              | 1995    | BMG/RCA                                 | auch als Teil des Box-Set Live in Paris at the Hot Brass |
| Way of the Cipher: Live at Hot Brass (mit Metrics)                   | 03/1995              | 1995    | BMG/RCA                                 | auch als Teil des Box-Set Live in Paris at the Hot Brass |
| Curves of Life: Live at Hot Brass                                    | 03/1995              | 1995    | BMG/RCA                                 | auch als Teil des Box-Set Live in Paris at the Hot Brass |
| The Sign and the Seal: Transmissions of the Metaphysics of a Culture | 02/1996              | 1996    | BMG/RCA                                 |                                                          |
| Genesis / The Opening of the Way                                     | 11/1996 – 06/1997    | 1997    | BMG/RCA                                 | Doppel-CD                                                |
| The Sonic Language of Myth: Believing, Learning, Knowing             | 04/1998              | 1998    | BMG/RCA                                 |                                                          |
| The Ascension to Light                                               | 04–06/1999           | 2001    | BMG/RCA                                 |                                                          |
| Resistance Is Futile                                                 | 07/2001              | 2002    | Label Bleu                              | Doppel-CD                                                |
| Alternate Dimension Series I                                         | 03/2002              | 2002    | Als kostenloser Download bei M-base.com |                                                          |
| On the Rising of the 64 Paths                                        | 03–04/2002           | 2003    | Label Bleu                              |                                                          |
| Lucidarium                                                           | 05/2003              | 2004    | Label Bleu                              |                                                          |
| Weaving Symbolics                                                    | 04/2004 – 05/2005    | 2006    | Label Bleu                              | Doppel-CD, jeweils mit DVD-Video auf der Rückseite       |
| Invisible Paths: First Scattering                                    | 28.3.2007, 10.4.2007 | 2007    | Tzadik                                  | Solo-Album                                               |
| Harvesting Semblances and Affinities                                 | 2006/2007            | 2013    | Pi                                      |                                                          |
| The Mancy of Sound                                                   | 2007                 | 2013    | Pi                                      |                                                          |
| Functional Arrhythmias                                               | 2012                 | 2013    | Pi                                      |                                                          |
| Synovial Joints                                                      | 2014                 | 2015    | Pi                                      |                                                          |
| Morphogenesis                                                        | 2016                 | 2017    | Pi                                      |                                                          |
| Live at the Village Vanguard, Vol. 1 (The Embedded Sets)             | 2017                 | 2018    | Pi                                      |                                                          |
| Live at the Village Vanguard, Vol. 2 (Mdw Ntr)                       | 2018                 | 2021    | Pi                                      |                                                          |
| PolyTropos / Of Many Turns                                           | 2023?                | 2024    | Pi                                      |                                                          |

Aufnahmedaten exklusive Mix, da dieser nicht immer angegeben ist.
Viele (nicht mehr erhältliche) Alben werden von Steve Coleman selbst auf seiner Homepage im MP3-Format zum kostenlosen Download angeboten.

## Dokumentarfilm
Der auf DVD erhältliche Dokumentarfilm „Elements of One“ von Eve-Marie Breglia zeigt Coleman in der Begegnung mit verschiedenen Einflüssen (u. a. mit kubanischen, afrikanischen und indischen Musikern). Die einzelnen Szenen des im Jahre 2005 veröffentlichten Films wurden in den Jahren 1996 bis 2003 aufgenommen. Die DVD enthält den 98 Minuten langen Dokumentarfilm und zusätzliche Szenen im Ausmaß von 60 Minuten.